# Kirgisische Börse
Die Kirgisische Börse (englisch: Kyrgyz Stock Exchange (KSE), kirgisisch: Кыргыз Фондулук Биржасы) ist eine Wertpapierbörse in Bischkek, Kirgisistan. Sie wurde am 20. Juli 1994 gegründet. Bis 2000 fungierte die Börse als gemeinnütziger Verein mit insgesamt 16 Mitgliedern. Sie hat 37 gelistete Notierungen.

## Geschichte
Im Mai 2000 wurde die KSE in eine Aktiengesellschaft umgewandelt. 2001 wurde die Kasachische Börse Aktionär. Später erwarb Borsa Istanbul einen Anteil von 24,51 % an der KSE.  Im Jahr 2023 emittierte die KSE Staatsanleihen (mit einer Laufzeit von zwei Jahren, in Kirgisischen Som und Russischen Rubeln). Mitte 2024 betrug die Kapitalisierung der KSE 636 Millionen US-Dollar.

## Mitgliedschaften
Die Kirgisische Börse ist Mitglied der:
- Föderation der Euro-Asiatischen Börsen
- Sustainable Stock Exchanges Initiative